# Pars-lès-Romilly
Pars-lès-Romilly és un municipi francès situat al departament de l'Aube i a la regió del Gran Est. L'any 2007 tenia 756 habitants.

## Demografia

### Població
El 2007 la població de fet de Pars-lès-Romilly era de 756 persones. Hi havia 321 famílies de les quals 75 eren unipersonals (55 homes vivint sols i 20 dones vivint soles), 131 parelles sense fills, 91 parelles amb fills i 24 famílies monoparentals amb fills.
La població ha evolucionat segons el següent gràfic:
Habitants censats

### Habitatges
El 2007 hi havia 355 habitatges, 320 eren l'habitatge principal de la família, 9 eren segones residències i 26 estaven desocupats. 354 eren cases i 1 era un apartament. Dels 320 habitatges principals, 275 estaven ocupats pels seus propietaris, 43 estaven llogats i ocupats pels llogaters i 3 estaven cedits a títol gratuït; 7 tenien dues cambres, 41 en tenien tres, 119 en tenien quatre i 154 en tenien cinc o més. 276 habitatges disposaven pel capbaix d'una plaça de pàrquing. A 145 habitatges hi havia un automòbil i a 154 n'hi havia dos o més.

### Piràmide de població
La piràmide de població per edats i sexe el 2009 era:
| Homes | Edats   | Dones |
| ----- | ------- | ----- |
| 0     | 95 o +  | 0     |
| 4     | 90 a 94 | 4     |
| 4     | 85 a 89 | 16    |
| 8     | 80 a 84 | 0     |
| 12    | 75 a 79 | 12    |
| 28    | 70 a 74 | 8     |
| 16    | 65 a 69 | 24    |
| 44    | 60 a 64 | 48    |
| 20    | 55 a 59 | 48    |
| 40    | 50 a 54 | 20    |
| 24    | 45 a 49 | 20    |
| 24    | 40 a 44 | 24    |
| 12    | 35 a 39 | 20    |
| 24    | 30 a 34 | 12    |
| 20    | 25 a 29 | 16    |
| 8     | 20 a 24 | 16    |
| 40    | 15 a 19 | 16    |
| 20    | 10 a 14 | 24    |
| 8     | 5 a 9   | 16    |
| 12    | 0 a 4   | 4     |

## Economia
El 2007 la població en edat de treballar era de 441 persones, 292 eren actives i 149 eren inactives. De les 292 persones actives 268 estaven ocupades (146 homes i 122 dones) i 25 estaven aturades (5 homes i 20 dones). De les 149 persones inactives 69 estaven jubilades, 37 estaven estudiant i 43 estaven classificades com a «altres inactius».

### Ingressos
El 2009 a Pars-lès-Romilly hi havia 329 unitats fiscals que integraven 798 persones, la mediana anual d'ingressos fiscals per persona era de 18.173,5 €.

### Activitats econòmiques
Dels 15 establiments que hi havia el 2007, 1 era d'una empresa extractiva, 1 d'una empresa de fabricació d'altres productes industrials, 4 d'empreses de construcció, 2 d'empreses de comerç i reparació d'automòbils, 1 d'una empresa de transport, 1 d'una empresa d'hostatgeria i restauració, 1 d'una empresa immobiliària, 1 d'una entitat de l'administració pública i 3 d'empreses classificades com a «altres activitats de serveis».
Dels 7 establiments de servei als particulars que hi havia el 2009, 1 era un taller de reparació d'automòbils i de material agrícola, 1 paleta, 1 electricista, 1 empresa de construcció, 2 perruqueries i 1 restaurant.
L'únic establiment comercial que hi havia el 2009 era una fleca.
L'any 2000 a Pars-lès-Romilly hi havia 10 explotacions agrícoles.

## Equipaments sanitaris i escolars
El 2009 hi havia 1 escola maternal i 1 escola elemental.

## Poblacions més properes
El següent diagrama mostra les poblacions més properes.